# Viola mearnsii
Viola mearnsii är en violväxtart som beskrevs av Merrill. Viola mearnsii ingår i släktet violer, och familjen violväxter. Inga underarter finns listade i Catalogue of Life.